# 奎星阁 (重庆)
奎星阁（也称魁星阁、奎阁、魁星楼）是位于中国重庆市江津区几江街道魁星广场的一座古建筑，原为文庙。其建于1777年（清乾隆四十二年）。2009年被列入第二批重庆市文物保护单位。

## 简介
江津区奎星阁建于1777年（清乾隆四十二年）。《江津縣誌》记载：“乾隆四十二年邑令曾受一移崇聖祠於殿后並建奎星閣。”閣曾于1843年（清道光二十三年）培修。1984年，江津县人民政府拨款对其进行了全面维修。奎星阁于1990年被列入江津县文物保护单位，2009年12月15日被列入第二批重庆市文物保护单位。
该阁坐北朝南，楼通高17.49米，平面呈六角形灰顶，琉璃瓦盖，石木结构，共有三层，底樓除角科外，普柏枋上另有平身科三攢，二、三樓平身科為二攢。底樓面積118余平方米，高約8米；二層面積60.2平方米，高4.63米；三層面積15.2平方米，高2.63米。串珠頂高2.3米。在每個轉角的角梁頭上都有龍、虎、蓮花木雕。每层飞檐、开窗，且都有楼梯通达，窗上以木条构成图案，顶层有藻井。室内壁布满图案，每層頂部彩繪盤龍、花草圖案，壁間梁枋也佈滿幾何、花鳥彩繪。第三层有奎星塑像。瓦当呈圆形，其上铸着龙纹图案。楼身采用自地面到顶的通柱建筑，主體結構形式為底樓內外各六柱，內六柱上升直透二樓為外六柱，二樓與底樓相同。拥有素面台基，垂带式踏道，阁前面有石狮一对，阁后广场上立有一座二十一世纪新建的孔子石立像。
江津奎星阁有独具特色的“敲榜”习俗，据《江津县志》记载，“值乡试年，自八月初八日，士子入场始，司香火者即于阁上书，夜轮班击鼓二下，击点一下，俗名敲榜，榜中至九月乡榜揭晓乃止”。
奎星阁所在的奎星广场附近有黄葛树、香樟树、银杏树等古树，环境较为清净悠闲。且明宪宗下令为明朝重臣江渊修建的祠堂也在附近。